# Fiona Shackleton
Fiona Sara Shackleton (née Charkham ; le 26 mai 1956) est une avocate et femme politique anglaise, qui a travaillé pour des membres de la famille royale britannique et des célébrités, dont Sir Paul McCartney, le prince Andrew, duc de York, Charles, prince de Galles, et la princesse Haya bint Hussein .

## Biographie
Née Fiona Sara Charkham à Londres, elle est la fille de Jonathan Charkham, économiste et conseiller de la Banque d'Angleterre, et de Moira Elizabeth Frances Salmon, fille de Barnett Alfred et Molly Salmon . La famille de sa mère, la famille Salmon, est copropriétaire de l'empire J. Lyons &amp; Co. cornerhouse . Par la famille Salmon, Shackleton est une cousine de Nigella et Dominic Lawson et de George Monbiot.
Shackleton fait ses études à la Benenden School dans le Kent. Elle fréquente l'Université d'Exeter, où elle obtient un diplôme de troisième classe en droit. Shackleton suit ensuite une formation de chef cordon bleu et devient traiteur exécutif pour les salles de réunion avant de suivre une formation d'avocat. En juillet 2010, elle reçoit un diplôme honorifique de l'Université d'Exeter sous la forme d'un LL. D.
Le 21 décembre 2010, elle est créée pair à vie en tant que baronne Shackleton de Belgravia, de Belgravia dans la ville de Westminster. Elle siège en tant que conservatrice à la Chambre des lords .

### Carrière juridique
Shackleton obtient son diplôme d'avocat en 1980 et, en 1986, elle devient associée chez Farrer and Co, le cabinet d'avocats employé par la famille royale britannique. La même année, Shackleton et d'autres avocats internationaux en droit de la famille, dont Jane Simpson et Raymond Tooth, cofondent l'International Academy of Matrimonial Lawyers, une organisation sur invitation uniquement qui regroupe aujourd'hui plus de 500 des plus grands avocats de droit de la famille au monde. Son premier dossier très médiatisé est celui du duc et de la duchesse d'York.
Shackleton rejoint Payne Hicks Beach en 2001 en tant qu'associée. Shackleton est réputée être tombé en disgrâce royale à la suite de l'affaire Paul Burrell et les suggestions de dissimulation d'allégations de viol homosexuel au sein de la maison royale ont mis Shackleton, selon ses propres termes, "sous pression pour qu'une solution soit obtenue plus rapidement que ce que j'ai pu atteindre". Elle est critiquée dans le rapport Peat sur la procédure .
Dans les honneurs du Nouvel An 2006, elle est nommée lieutenant de l'Ordre royal de Victoria (LVO) et reste avocate du duc de Cambridge et du duc de Sussex .

### Vie privée
Shackleton est marié à Ian, qui dirige une entreprise appelée The Chatham Archive & Document Storage Company, et qui est lié à l'explorateur antarctique Ernest Shackleton. Le couple a deux filles .